# Liste der Bürgermeister von Schwäbisch Gmünd

Wappen von Schwäbisch Gmünd

Diese Liste gibt einen Überblick über Personen, die das Amt des Bürgermeisters, Stadtschultheißen oder Oberbürgermeisters in der Stadt Schwäbisch Gmünd ausgeübt haben.
Die Bürgermeister vor 1551 stammten aus den Zünften. Die vier ersten genannten Bürgermeister ab 1368 gehörten Geschlechterfamilien an, die bis 1344 ausschließlich den Rat besetzt hatten. Der Bürgermeister hans von Horkheim gehörte einer kaufmännisch tätigen vornehmen Familie an, die im 15. Jahrhundert in den Landadel wechselte. Der letzte Bürgermeister aus einer Geschlechterfamilie war Walter im Steinhaus 1409. Die Namen der Bürgermeister wurden um 1500 mit anachronistischen Adelsbezeichnungen versehen. So ist Hans vom Tal genannt Burger in den Quellen des 14. Jahrhunderts als Johann Burger Taler bekannt.
Nach den Reformen Kaiser Karls V. waren die Bürgermeister von 1551 bis 1802 Bürgermeister auf Lebenszeit. An der Spitze der Stadt standen zu dieser Zeit jeweils drei Bürgermeister, die sich alle vier Monate im Amt ablösten. Nach dem Übergang an Württemberg 1802 wurde die württembergische Städteverfassung eingeführt, wodurch zu Beginn an der Spitze der Stadt ein Bürgermeister stand; ab 1819 wurde das Amt zum „Stadtschultheiß“ umbenannt. Zwei Amtsträger, Adolph Untersee (1886) und Paul Möhler (1903), wurden durch den württembergischen König zum Oberbürgermeister ernannt. Nach dem Ende der Monarchie 1918 war der Titel Oberbürgermeister allgemein üblich.
Heute wird der Oberbürgermeister der Stadt von den wahlberechtigten Bürgern für eine Amtszeit von acht Jahren direkt gewählt. Er ist als Stadtoberhaupt der Repräsentant und gesetzlicher Vertreter der Stadt, Vorsitzender des Gemeinderats und Leiter der städtischen Verwaltung. Er wird durch den ersten Beigeordneten mit der Amtsbezeichnung „Erster Bürgermeister“ und einem weiteren Beigeordneten mit der Amtsbezeichnung „Bürgermeister“ vertreten.

## 1368 bis 1551
Als erster Bürgermeister der Stadt wurde 1284 Berchtolt Klebzagell gewählt. Die Wahl des Bürgermeisters und den beiden beisitzenden Stettmeister erfolgte jährlich. Der Chronist Paul Goldstainer verzeichnete ab 1549/50 in seiner Gmünder Chronik die Liste der Bürgermeister ab 1368.
| Name                          | Amtszeit  |
| ----------------------------- | --------- |
| Johann von Rinderbach         | 1368      |
| Hanns vom Thal genannt Burger | 1369      |
| Johanns von Rinderbach        | 1370      |
| Walther Kurtzs                | 1371      |
| Hanns von Horckhaim           | 1372      |
| Seyfried Häberling            | 1373      |
| Johanns Burger vom Wolffsthal | 1374      |
| Walther Kurtzs                | 1375      |
| Hanns Fetzer von Bragenhofen  | 1376      |
| Seyfried Häberling            | 1377      |
| Hanns von Meckling            | 1378      |
| Eberhart Väner                | 1379      |
| Hanns von Horckhaim           | 1380      |
| Walther Kurtzs                | 1381      |
| Hanns von Horckhaim           | 1382      |
| Hanns Alwich                  | 1383      |
| Hanns Haug                    | 1384      |
| Claus von Horckhaim           | 1385      |
| Walther im Steinhausz         | 1386      |
| Walther Kurtz                 | 1387      |
| Seyfried Häberling            | 1388      |
| Eberhart Vener                | 1389      |
| unbekannt                     | 1390–1399 |
| Hanns Haug                    | 1400      |
| Peter Wolff vom Wolffsthal    | 1401      |
| Hanns Alwich                  | 1402      |
| Hanns Haug                    | 1403      |
| Hanns Alwich                  | 1404      |
| unbekannt                     | 1405–1406 |
| Claus von Horckhaim           | 1407      |
| Hanns Alwich                  | 1408      |
| Walther im Stainhausz         | 1409      |
| Hanns Alwich                  | 1410      |
| Walther im Stainhausz         | 1411      |
| Claus von Horckhaim           | 1412      |
| Salomon Zeysselmulner         | 1413      |
| Hanns Gull                    | 1414      |

| Name                   | Amtszeit  |
| ---------------------- | --------- |
| unbekannt              | 1415–1418 |
| Hanns Gull             | 1419      |
| unbekannt              | 1420–1428 |
| Hainrich Hug           | 1429      |
| Hanns Straesser        | 1430      |
| Hanns Härer            | 1431      |
| Hanns Strässer         | 1432      |
| Claus von Horckhaim    | 1433      |
| unbekannt              | 1434–1435 |
| Claus von Horckhaim    | 1436      |
| Hanns Härer            | 1437      |
| Jordan Alwich          | 1438      |
| Salomon Zeysselmullner | 1439      |
| Johanns Härer          | 1440      |
| Jordann Alwich         | 1441      |
| Josz Guszregenn        | 1442      |
| Jordann Alwich         | 1443      |
| Josz Guszregenn        | 1444      |
| Melchior von Horckhaim | 1445      |
| Remboldt Funck         | 1446      |
| Josz Guszregenn        | 1447      |
| Remboldt Funck         | 1448      |
| Melchior von Horckhaim | 1449      |
| Josz Guszregenn        | 1450      |
| Remboldt Funck         | 1451      |
| Peter Ott              | 1452      |
| Remboldt Funck         | 1453      |
| Caspar von Ückingen    | 1454      |
| Ludwig Härer           | 1455      |
| Caspar von Uckingen    | 1456      |
| Ludwig Härer           | 1457      |
| Caspar von Uckingen    | 1458      |
| Ludwig Härer           | 1459      |
| Caspar von Uckingen    | 1460      |
| Caspar Funck           | 1461      |
| Ludwig Härer           | 1462      |
| Hanns Lieberman        | 1463      |

| Name                 | Amtszeit  |
| -------------------- | --------- |
| Ludwig Härer         | 1464      |
| Caspar Funck         | 1465      |
| Hanns Salomon        | 1466      |
| Ludwig Härer         | 1467      |
| unbekannt            | 1468–1469 |
| Hanns Lieberman      | 1470      |
| Ludwig Harer         | 1471      |
| Hanns Lieberman      | 1472      |
| Ludwig Härer         | 1473      |
| Peter Gayst          | 1474      |
| Ludwig Härer         | 1475      |
| Hanns Lieberman      | 1476      |
| Ludwig Härer         | 1477      |
| Hanns Rauch          | 1478      |
| Ludwig Härer         | 1479      |
| Jörg von Winckenthal | 1480      |
| Ludwig Härer         | 1481      |
| Jörg Mayrhöfer       | 1482      |
| Ludwig Härer         | 1483      |
| Jörg Mayrhöfer       | 1484      |
| Ludwig Härer         | 1485      |
| Jörg Mayrhöfer       | 1486      |
| Ludwig Härer         | 1487      |
| Ulrich Hack          | 1488      |
| unbekannt            | 1489–1498 |
| Ludwig Härer         | 1499      |
| Jörg Mayrhöfer       | 1500      |
| Ludwig Härer         | 1501      |
| Lorentz Lieberman    | 1502      |
| Ludwig Härer         | 1503      |
| Caspar Thöber        | 1504      |
| unbekannt            | 1505–1507 |
| Lorentz Lieberman    | 1508      |
| Thoma Warbeck        | 1509      |
| Caspar Thöber        | 1510      |
| Lorentz Lieberman    | 1511      |
| Hanns Scheurer       | 1512      |

| Name               | Amtszeit  |
| ------------------ | --------- |
| Thoma Warhbeck     | 1513      |
| Caspar Thöber      | 1514      |
| Lienhart Mayrhöfer | 1515      |
| unbekannt          | 1516–1519 |
| Hanns Bletzger     | 1520      |
| Caspar Thöber      | 1521      |
| Wilhelm Egenn      | 1522      |
| Hanns Breunlin     | 1523      |
| Wilhelm Egenn      | 1524      |
| Hanns Brauch       | 1525      |
| Bernhart Meulin    | 1526      |
| Wilhelm Egenn      | 1527      |
| Bernhart Meulin    | 1528      |
| Wilhelm Egenn      | 1529      |
| Wolff Bletzger     | 1530      |
| Bernhart Meulin    | 1531      |
| Wolff Bletzger     | 1532      |
| Bernhart Meulin    | 1533      |
| Wolff Bletzger     | 1534      |
| Bernhart Meulin    | 1535      |
| Wolff Bletzger     | 1536      |
| Hanns Rauchbain    | 1537      |
| Bernhart Meulin    | 1538      |
| Hanns Breunlin     | 1539      |
| Hanns Rauchbain    | 1540      |
| Veit Jäger         | 1541      |
| Hanns Rauchbain    | 1542      |
| Hainrich Lieglin   | 1543      |
| Hanns Rauchbain    | 1544      |
| Hainrich Lieglin   | 1545      |
| Hanns Rauchbain    | 1546      |
| Caspar Döbler      | 1547      |
| Hanns Rauchbain    | 1548      |
| Caspar Döbler      | 1549      |
| Johann Rauchbain   | 1550      |
| Hanns Pletzger     | 1551      |

1. ↑  Die Schreibweise der Namen folgt der bei Klaus Graf edierten Liste Goldstainers
2. ↑  „Goldstainer vermerkte bei Eberhart Väner obiit in sedicione“
3. ↑  „De anno 1389 bis anno domini 1400 ist underlassen worden, das man die burgermaister nit auffgetzaichnet hat.“
4. ↑  „Es ist abermals im 5 und 6 jar underlassen worden das die burgermaister nit auffzaichnet seind worden.“
5. ↑  „Anno etc. 15, 16, 17, 18, seind nit auffzaichnet worden.“
6. ↑  „Vacat anno von 19 bis uff anno 29 das kain burgermaister auffzaichnet ist worden.“
7. ↑  2 jar underlassen
8. ↑  „Ist vom 67 unterlassen bis uff 70, so nit verzaichnet seind worden.“
9. ↑  „Von anno 1488 bis anno 1499 ist underlassen worden, das man die burgermaister, so erwelt worden seind, nit eingeschriben hat.“
10. ↑  „Von anno 4 ist es nit beschriben worden bis widerum anno 8.“
11. ↑  „Anno 1516 bisz anno etc. 20 ist es unterlassen worden, das man die burgermaister nit auffzaichnet hat.“

## 1551 bis 1802
An der Spitze der Stadt standen jeweils drei Bürgermeister, die sich alle vier Monate im Amt ablösten.
| Name               | Amtszeit  |
| ------------------ | --------- |
| Johann Rauchbein   | 1551–1565 |
| Caspar Debler      | 1552–1563 |
| Johann Blezger     | 1553–1567 |
| Paul Goldstainer   | 1563–1590 |
| Franz Breinlin     | 1565–1568 |
| Melchior Brauch    | 1567–1579 |
| Heinrich Holzwarth | 1568–1595 |
| Hans Huber         | 1579–1587 |
| Heinrich Dapp      | 1587–1609 |
| Leonhard Megerlin  | 1589–1596 |
| Leonhard Beck      | 1596–1613 |
| Michael Hein       | 1597–1605 |
| Kilian Debler      | 1606–1619 |
| Wilhelm Holzwarth  | 1610–1618 |
| Lorenz Ramser      | 1614–1618 |
| Jakob Spindler     | 1618–1623 |
| Johannes Kraus     | 1619–1622 |
| Martin Grieb       | 1620–1622 |
| Georg Jehlin       | 1623–1646 |
| Karl Seybold       | 1624–1667 |
| Veit Thoma         | 1629–1649 |
| Jakob Wertwein     | 1633–1636 |

| Name                    | Amtszeit  |
| ----------------------- | --------- |
| Rochus Ramser           | 1637–1643 |
| Johannes Schonter       | 1648–1655 |
| Veit Jageisen           | 1649–1658 |
| Johannes Stahl          | 1655–1661 |
| Christian Bommas        | 1659–1668 |
| Michael Klopfer         | 1661–1662 |
| Andreas Debler          | 1663–1681 |
| Joh. Burkhard Messnang  | 1663–1672 |
| Jakob Storr             | 1669–1678 |
| Christoph Buch          | 1672–1680 |
| Johann Kaiser           | 1679–1683 |
| Joh. Gg. Wolfgang Jehle | 1681–1687 |
| Achilles Stahl          | 1682–1702 |
| Michael Eisele          | 1684–1693 |
| Jakob Twingert          | 1688–1712 |
| Michael Storr           | 1694–1715 |
| Nikolaus Kucher         | 1708–1718 |
| Johann Georg Storr      | 1712–1724 |
| Ferdinand Riess         | 1715–1725 |
| Dominikus Stahl         | 1718–1739 |
| Georg Mayrhöfer         | 1724–1743 |
| Georg Stahl             | 1725–1740 |

| Name                             | Amtszeit  |
| -------------------------------- | --------- |
| Franz Josef Wingert              | 1739–1751 |
| Johannes Kaiser                  | 1740–1753 |
| Franz Ignaz Jehle                | 1743–1748 |
| Johannes Seybold                 | 1748–1753 |
| Dominikus Geiger                 | 1751–1769 |
| Josef Köhler                     | 1753–1766 |
| Ferdinand O. Storr v. Ostrach ¹  | 1753–1766 |
| Josef Herzer                     | 1760–1767 |
| Franz Jageisen                   | 1767–1783 |
| Michael König                    | 1769–1783 |
| Sebastian Doll                   | 1783–1786 |
| Sebastian Ziegler                | 1783–1789 |
| Johann Mayer                     | 1785–1792 |
| Georg Franz Stahl v. Pfeilhalden | 1786–1797 |
| Franz Frankenstein               | 1789–1795 |
| Johann Bichler                   | 1792–1797 |
| Egid Beitz                       | 1796–1800 |
| Alois Beißwinger                 | 1796–1802 |
| Ignaz Schedel                    | 1796–1802 |
| Benedikt Storr                   | 1796–1802 |

¹ Reichserbschultheiß

## Seit 1802

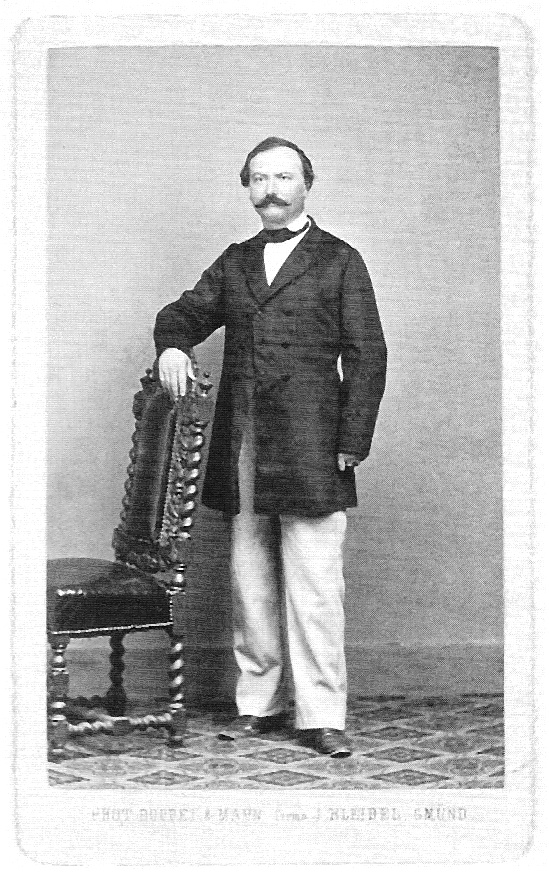
Wilhelm Kohn (um 1870)

| Name                     | Amtszeit  | Titel                                        |
| ------------------------ | --------- | -------------------------------------------- |
| Alois Beißwinger         | 1802–1804 | Bürgermeister                                |
| Mathias Alexander Herzer | 1803–1817 | Bürgermeister                                |
| Johann Georg Mühleisen   | 1819–1841 | Stadtschultheiß                              |
| Franz Josef Steinhäuser  | 1841–1848 | Stadtschultheiß                              |
| Eduard Forster           | 1848      | Amtsverweser                                 |
| Wilhelm August Kohn      | 1849–1877 | Stadtschultheiß                              |
| Adolph Untersee          | 1878–1893 | Stadtschultheiß, seit 1886 Oberbürgermeister |
| Paul Möhler              | 1894–1922 | Stadtschultheiß, seit 1903 Oberbürgermeister |
| Karl Lüllig              | 1923–1934 | Oberbürgermeister                            |
| Karl Hägele              | 1934      | Oberbürgermeister (kommissarisch)            |
| Franz Konrad             | 1934–1945 | Oberbürgermeister (1. Amtszeit)              |
| Emil Rudolph             | 1945–1946 | Oberbürgermeister (kommissarisch)            |
| Franz Czisch             | 1946–1948 | Oberbürgermeister (vom Gemeinderat gewählt)  |
| Hermann Kah              | 1948–1954 | Oberbürgermeister                            |
| Franz Konrad             | 1954–1956 | Oberbürgermeister (2. Amtszeit)              |
| Julius Klaus             | 1957–1965 | Oberbürgermeister                            |
| Hansludwig Scheffold     | 1965–1969 | Oberbürgermeister                            |
| Norbert Schoch           | 1970–1986 | Oberbürgermeister                            |
| Wolfgang Schuster        | 1986–1992 | Oberbürgermeister                            |
| Gerhard Rembold          | 1992–2001 | Oberbürgermeister                            |
| Wolfgang Leidig          | 2001–2009 | Oberbürgermeister                            |
| Joachim Bläse            | 2002–2020 | Erster Bürgermeister                         |
| Richard Arnold           | seit 2009 | Oberbürgermeister                            |